# Conus remondii
Conus remondii é uma espécie de gastrópode do gênero Conus, pertencente a família Conidae.